# 와스프 (마블 코믹스)

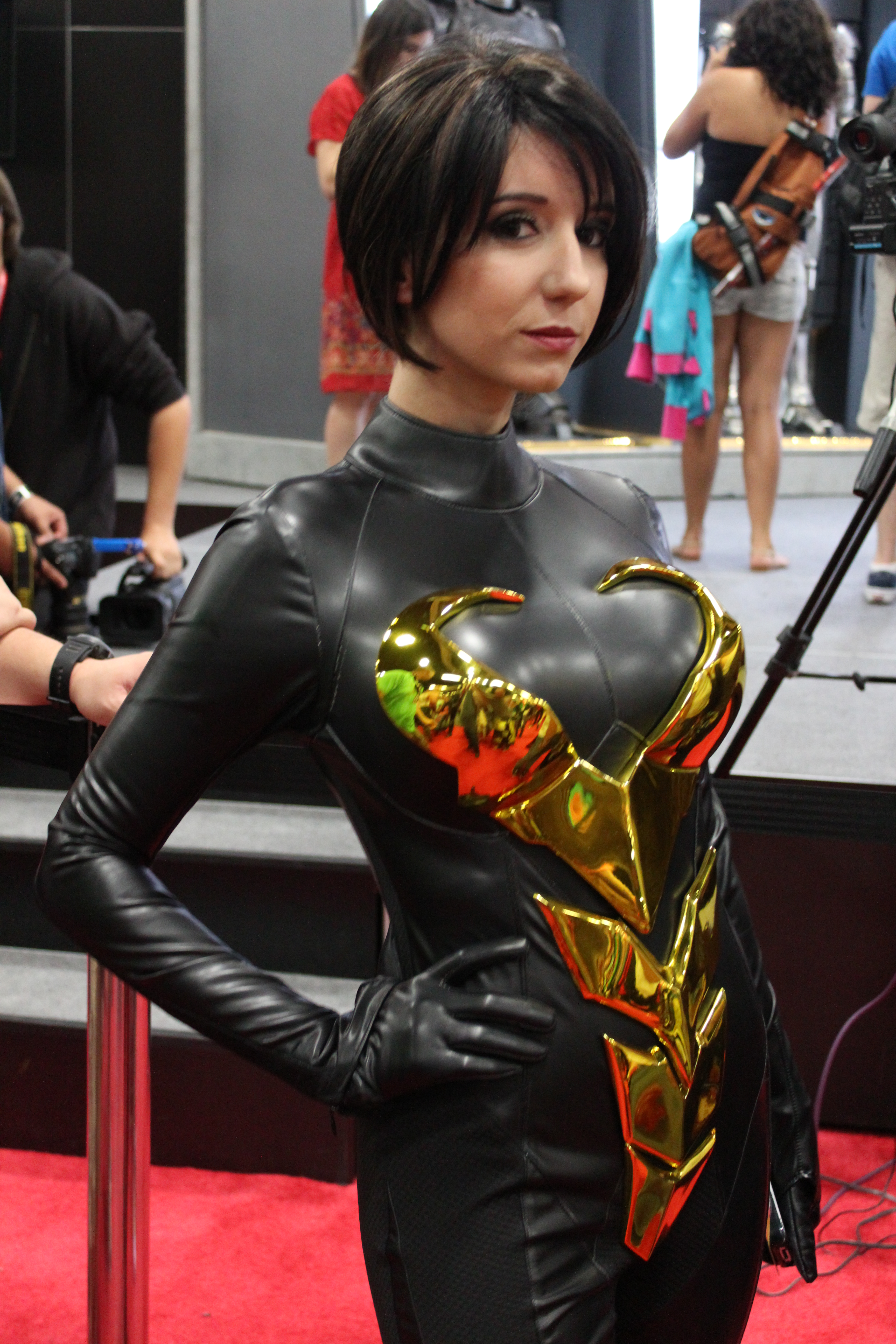

와스프(Wasp)는 마블 코믹스에 의해 출판된 만화 작품에 등장하는 캐릭터이다. 스탠 리와 잭 커비에 의해 창조되어 Tales to Astonish 제44호 (1963년 6월)에 첫 등장했다. 본명은 호프 핌(hope pim)이다. 2011년 5월 IGN 역대 만화 영웅 톱 100에서 99위를 차지했다. 또한 코믹스 바이어스 가이드의 만화에서 100명의 섹시한 여성 94위를 차지했다.

## 담당 성우

### TV 애니메이션
- 어벤저스: 뭉치면 산다(1999) - 린다 밸런타인
- 슈퍼 히어로 스쿼드(2009) - 제니퍼 모리슨
- 어벤저스: 지구 최강의 영웅들(2010) - 콜린 오쇼너시
- 디스크 전사: 어벤저스(2014) - 미즈하시 카오리

### 비디오 게임
- 레고 마블 슈퍼 히어로즈(2013) - 타라 스트롱
  - 레고 마블 슈퍼 히어로즈 2(2017) - 스카이 베넷
- 디즈니 인피니티: 마블 슈퍼 히어로즈(2014) - 콜린 오쇼너시
- 마블 어벤저스 아카데미(2016) - 알렉산드라 다다리오